# Favolaschia heliconiae
Favolaschia heliconiae är en svampart som beskrevs av Singer 1974. Favolaschia heliconiae ingår i släktet Favolaschia och familjen Mycenaceae.   Inga underarter finns listade i Catalogue of Life.